# Chaetomium erectum
Chaetomium erectum är en svampart som beskrevs av Skolko & J.W. Groves 1948. Chaetomium erectum ingår i släktet Chaetomium och familjen Chaetomiaceae.   Inga underarter finns listade i Catalogue of Life.